# Rue de Marignan
Pour les articles homonymes, voir Marignan.
La rue de Marignan est une voie du 8e arrondissement de Paris. 

## Situation et accès
Elle commence au 22 bis, rue François-Ier et 41, avenue Montaigne et se termine au 33, avenue des Champs-Élysées.
Au no 24 s'ouvre le passage Marignan.

## Origine du nom
Dans le cadre de l'aménagement du quartier dit François Ier, la rue a reçu sa dénomination en commémoration de la bataille de Marignan de 1515.

## Historique
La rue de Marignan a été ouverte en 1858 sur les terrains de l'ancien Jardin d'Hiver, vaste serre remplie de plantes et d'arbres tropicaux, qui s'étendait entre l'avenue Montaigne et la rue Marbeuf et ouvrait sur l'avenue des Champs-Élysées.
Le 27 septembre 1914, durant la Première Guerre mondiale, la rue de Marignan est bombardée par un raid effectué par des avions allemands.
André Becq de Fouquières écrit en 1953 : « La rue Marignan n'a guère changé, quant aux pierres, depuis cinquante ans. J'y puis d'ailleurs citer deux noms d'habitants qui lui sont restés fidèles : celui de M. de Talhouët-Roy, au 17, celui de la comtesse d'Assailly, au 16. »

## Bâtiments remarquables et lieux de mémoire

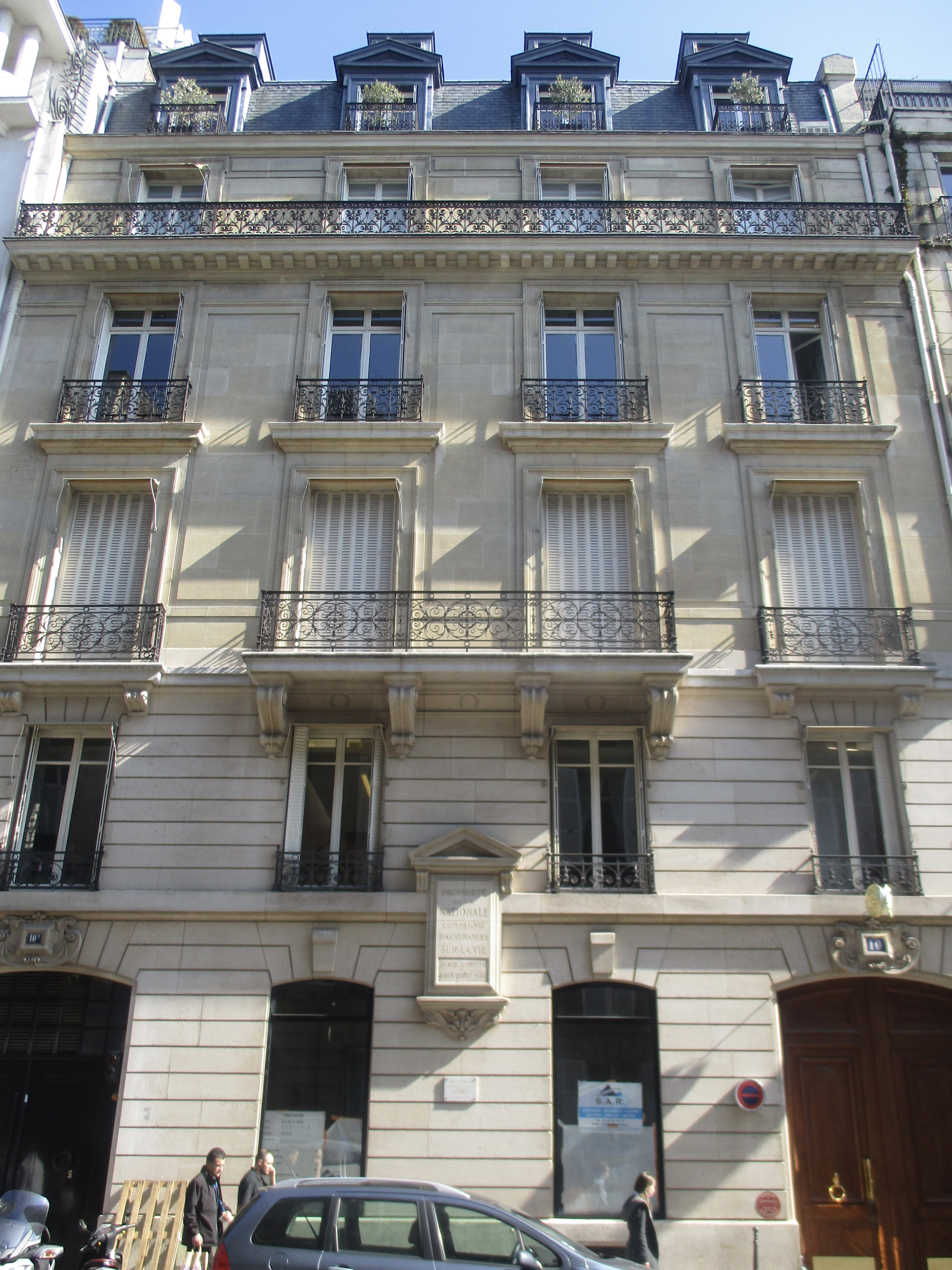
Immeuble du no 10 où demeura Mary Cassatt en 1887-1926.

- No 2 bis : anciennement boutique du couturier Mariano Fortuny y Madrazo (1912-1922).
- No 4 : en 1850 cet hôtel particulier appartenu au banquier Mosselman. En 2018, lors de la rénovation pour Oscar de la Renta boutique, est découvert un tableau de 1674 par Arnould de Vuez Arrivée du Marquis de Nointel à Jérusalem. Il y avait quatre grandes toiles relatant de voyage de marquis au Moyen-Orient en 1673. Elles ont été installées sur les murs de son salon d'apparat à Constantinople. Retournant en France Nointel a remporté toutes ses collections (certaines pièces sont actuellement au Louvre). L'une de ce quatre toiles est actuellement au musée d'Athènes, alors que deux autres ont disparu[3],[4].
- No 6 : le président Valéry Giscard d'Estaing y installa un temps son bureau après sa sortie de l'Élysée [5]. Il y avait établi son QG de campagne lors des Présidentielles de 1981[6]. Ancien siège social des Ets Japy Frères.
- No 9 : « Au 9, le comte de Charnacé a succédé à la comtesse Murat, née Thérèse Bianchi, la sœur de la marquise de Ludre. Cette dogmatique personne, qui fut à la fois très maurrassienne et très bergsonienne, était une grande amie d'Abel Bonnard, et on prétendit que, en 1938, l'élection à l'Académie française de M. André Maurois fut décidée dans son salon[2]. » Le portrait de Thérèse Bianchi, comtesse Joachim Murat, a été peint par Jean-Jacques Henner en 1889[7].
- No 10 : immeuble où demeura une peintre Mary Cassatt (1844-1926), de 1887 à sa mort en 1926.
- No 11 : le maréchal Canrobert y est mort en 1895.
- No 15 bis : entre 1895 et 1918, siège de la légation de Suisse[8].

### Bâtiments détruits
- No 12 : hôtel de la Vénerie impériale, dit aussi de Choiseul-Gouffier. Habité sous le Second Empire par Edgar Ney (1812-1882), prince de la Moskowa, quatrième fils du maréchal Ney, chargé par Napoléon III de l'organisation de la vénerie impériale. Après la chute de l'Empire, l'hôtel fut la résidence de la princesse Charles Marie de Maison de Faucigny-Lucinge, née Alix de Choiseul-Gouffier (1832-1915), veuve en premières noces du vicomte Frédéric de Janzé, qui y présenta ses importantes collections d'art[9]: « L'hôtel du comte A. de Choiseul, au 12, est devenu un palace[2]. » Aujourd'hui Hôtel Marignan Champs-Élysées.

### Habitants célèbres

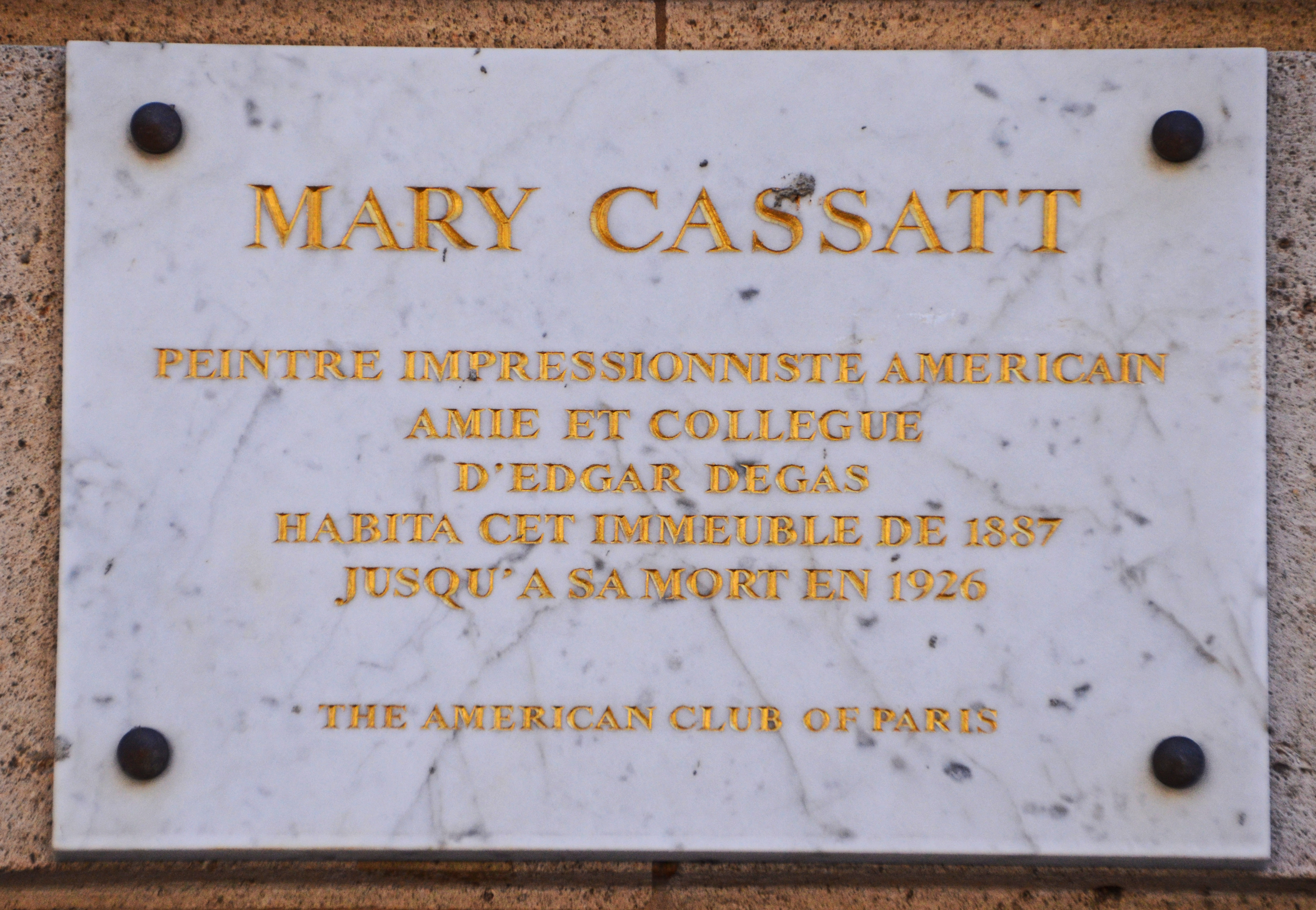
Plaque sur la façade du no 10.

- Yvonne de Bray (1887-1954), artiste dramatique (no 16, en 1910)[9].
- Mary Cassatt (1844-1926), peintre américaine (no 10, de 1887 à sa mort en 1926)
- Marie Leconte (1869-1947), comédienne, sociétaire de la Comédie-Française en 1903 (no 14)[2].
- Stéphen Liégeard (1830-1925), homme de lettres (no 21, en 1910)[9].
- Pol Plançon (1851-1914), chanteur de l'Opéra (no 16, en 1910)[9].
- Henry Goüin (1900-1977), industriel, fondateur de la Fondation Royaumont (no 15).
- Juste Lisch (1828-1910), architecte français[10].
- Edmond Duvernoy (1844-1926), chanteur lyrique français (no 27, en 1926)[11].
- Madame Claude (1923-2015), y avait sa résidence d'où elle dirigeait son réseau de prostitution (no 18)[12],[13].

## Sources
- André de Fouquières, Mon Paris et ses Parisiens, vol. 1, Paris, Pierre Horay, 1953.
- Félix de Rochegude, Promenades dans toutes les rues de Paris : VIIIe arrondissement, Paris, Hachette, 1910 (lire en ligne).